# Atletika na Letních olympijských hrách 1992 – 200 metrů muži
Běh na 200 metrů mužů na Letních olympijských hrách 1992 se uskutečnil ve dnech 3.–6. srpna na Olympijském stadionu v Barceloně. Zlatou medaili získal Američan Michael Marsh, stříbrnou Frankie Fredericks z Namibie a bronz Američan Michael Bates.

## Výsledky finálového běhu
| *                | jméno              | země                   | čas   |
| ---------------- | ------------------ | ---------------------- | ----- |
| Zlatá medaile    | Michael Marsh      | Spojené státy americké | 20,01 |
| Stříbrná medaile | Frankie Fredericks | Namibie                | 20,13 |
| Bronzová medaile | Michael Bates      | Spojené státy americké | 20,38 |
| 4                | Robson da Silva    | Brazílie               | 20,45 |
| 5                | Olapade Adeniken   | Nigérie                | 20,50 |
| 6                | John Regis         | Velká Británie         | 20,55 |
| 7                | Oluyemi Kayode     | Nigérie                | 20,67 |
| 8                | Marcus Adam        | Velká Británie         | 20,80 |